# Bad Kreuznacher Neustadt
Die Bad Kreuznacher Neustadt, die auch alte Neustadt genannt wird, gilt als eine Sehenswürdigkeit der Stadt Bad Kreuznach und stellt das  mittelalterlich geprägte Viertel der Stadt am Fuße der Kauzenburg dar.

## Lage

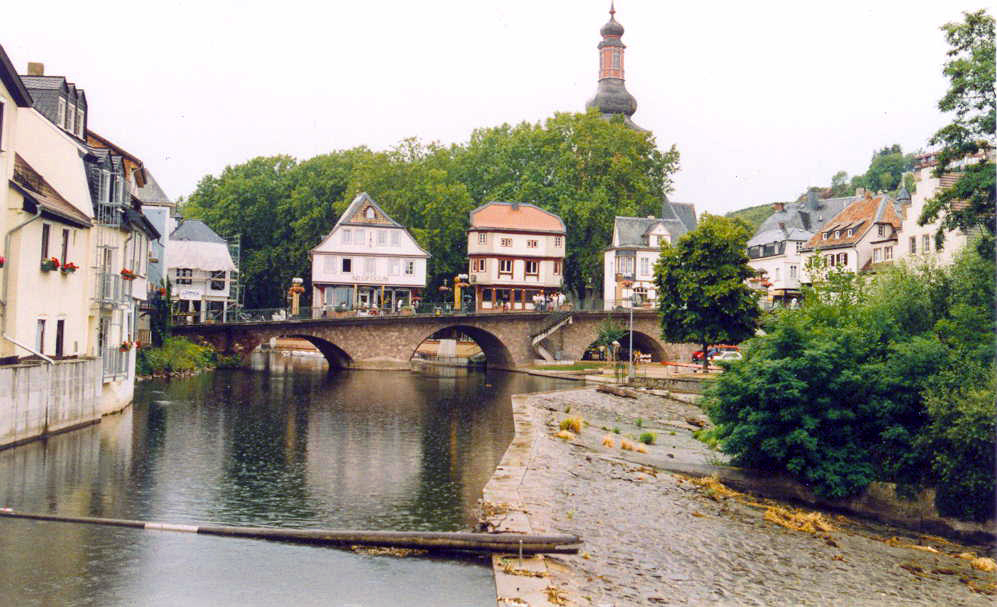
Die Brücke trennt die historische Neustadt von der historischen Altstadt.

Der Ortsteil liegt auf dem westlichen Naheufer und beherbergt mit seinen vielen Gaststätten, heute die ältesten noch bewohnten Bauten der Stadt. In diesem mittelalterlich geprägten Stadtviertel zwischen Nahe und Ellerbach befinden sich zwar die ältesten Gebäude der Stadt Bad Kreuznach, jedoch liegt der stadthistorisch ältere Teil der Stadt auf dem anderen, östlichen Naheufer.

## Geschichte
Dort wurde die römische Siedlung vicus cruciniacum gegründet, der spätere fränkische Königshof Kreuznach, der unter rheingräflicher Herrschaft stand.
Als die Grafen von Sponheim den Sitz ihrer Grafschaft vom heutigen Sponheim und Burg-Sponheim im 12. Jahrhundert nach Kreuznach verlegten, bauten sie gegenüber der römisch-fränkischen Siedlung auf ihrem Gebiet einer Felsnase oberhalb der Nahe die Kauzenburg. Unterhalb der Burg, am Zusammenfluss von Ellerbach und Nahe, wuchs bald eine neue Siedlung heran, die ebenfalls Kreuznach genannt wurde. Als die Sponheimer im 15. Jahrhundert ausstarben und die Stadt später unter kurpfälzische Herrschaft kam, wurden die zuvor zu verschiedenen Herrschaften gehörenden Stadtteile Kreuznachs zusammengelegt. Zur besseren Abgrenzung wurde der ab dem 12. Jahrhundert erbaute Teil der Stadt Neustadt genannt. Noch bis zum Anfang des 20. Jahrhunderts war dort das Stadtzentrum. Heute liegt es über der alten Nahebrücke in der Altstadt.

## Beschaffenheit

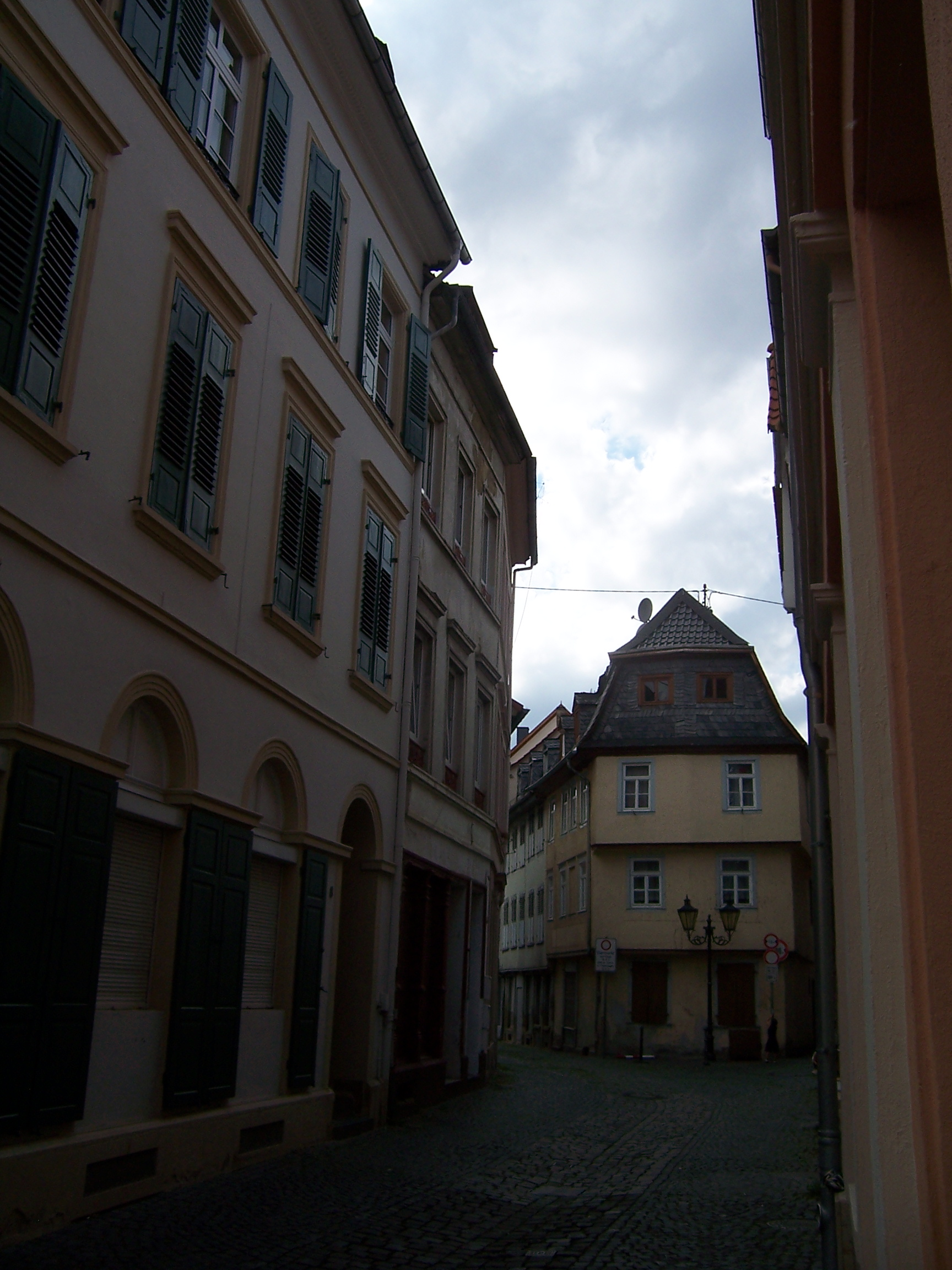
Typische Gasse in der alten Neustadt

Die Neustadt gilt, trotz vieler Abrissarbeiten in den vielen engen Gässchen des Viertels, als einer der attraktivsten Teile der Kurstadt Bad Kreuznach. Sie beherbergte einst mit
- Eiermarkt,
- Fischmarkt,
- Holzmarkt und
- Salzmarkt die neben dem
- Kornmarkt in der Altstadt wichtigsten Märkte der Stadt.

Heute sind die Märkte Teil eines ausgedehnten Gaststättenviertels innerhalb der Neustadt. Der Bad Kreuznacher Altstadtverein (der die Händler in der Neustadt vertritt) ist bestrebt, die Neustadt aufgrund ihrer älteren Bausubstanz in Altstadt umzubenennen. Die Stadtverwaltung Bad Kreuznach  hat dem insofern nachgegeben, als dass inzwischen Schilder auf die „historische Altstadt“ Bad Kreuznachs hinweisen.

### Gebäude

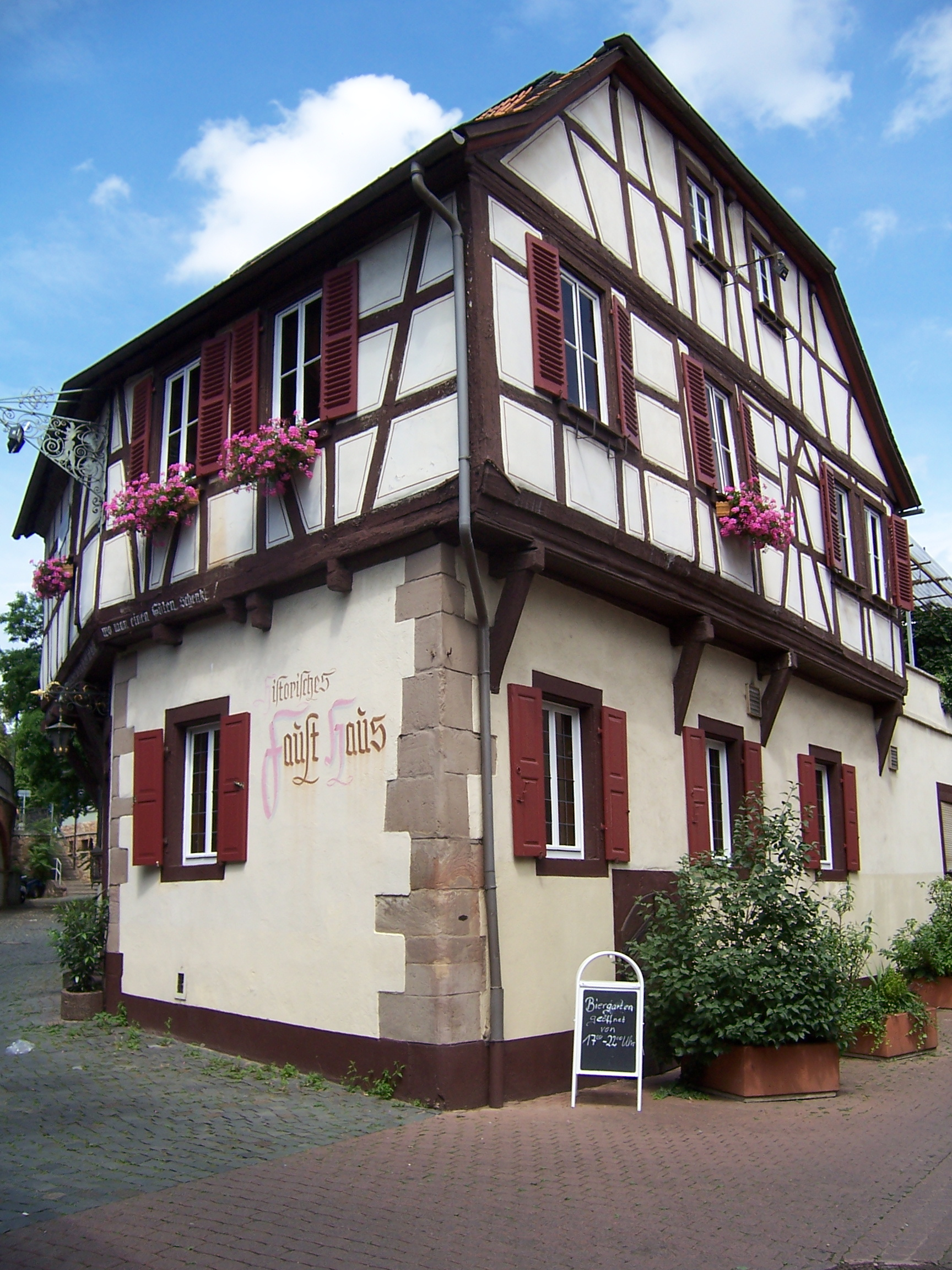
Historisches Faust-Haus

- In der Neustadt befindet sich auch das aus dem 15. Jahrhundert stammende Haus, das angeblich den Magister Faust (Doktor Faustus) einst beherbergte. Tatsächlich hielt sich hier ein Johann Georg Sabellicus Faust auf, wie der Sponheimer Abt Trithemius bestätigte.
- die „alte Neustadt“ auf dem westlichen Naheufer  und die „neue Altstadt“ auf dem östlichen werden verbunden durch eine historische, nach Zerstörung im Zweiten Weltkrieg wieder errichtete Brücke  mit  den auf deren Ostteil stehenden Brückenhäusern aus dem 15. Jahrhundert.
- Kreuznachs älteste erhaltene Kirche St. Nikolaus aus dem 13. Jahrhundert
- das „Stadthaus“, heute noch städtisches Rathaus und Dienstsitz des Oberbürgermeisters, 1715 als „Hundheimer Hof“ erbaut und 1766 in den Besitz der Fürstin Amalie von Dessau übergegangen.